# Volejbol'nyj klub Ural 2011-2012
Questa voce raccoglie le informazioni riguardanti il Volejbol'nyj klub Ural nelle competizioni ufficiali della stagione 2011-2012.

## Organigramma societario
Area direttiva
- Presidente: Anton Lednëv

Area tecnica
- Allenatore: Angelo Frigoni
- Assistente allenatore: Jaroslav Antonov

## Rosa
| N° | Nome                   | Ruolo | Data di nascita   | Nazionalità sportiva |
| -- | ---------------------- | ----- | ----------------- | -------------------- |
| 1  | Lloy Ball              | P     | 17 febbraio 1972  | Stati Uniti          |
| 2  | Aleksandr Platonov     | S     | 22 dicembre 1983  | Russia               |
| 3  | Aleksej Kazakov        | C     | 18 marzo 1976     | Russia               |
| 4  | Aleksandr Korneev      | S     | 11 settembre 1980 | Russia               |
| 5  | Andrej Maksimov        | O     | 4 luglio 1985     | Russia               |
| 7  | Maksim Botin           | S     | 15 luglio 1983    | Russia               |
| 8  | Denis Garkušenko       | P     | 9 febbraio 1977   | Russia               |
| 9  | Aleksej Samojlenko     | C     | 23 giugno 1985    | Russia               |
| 10 | Valerij Komarov        | L     | 21 marzo 1980     | Russia               |
| 11 | Anton Kulikovskij      | S     | 9 gennaio 1982    | Russia               |
| 13 | Clayton Stanley        | O     | 20 gennaio 1978   | Stati Uniti          |
| 14 | Anton Bezrukov         | L     | 3 gennaio 1988    | Russia               |
| 15 | Maksim Koršunov        | S     | 2 aprile 1990     | Russia               |
| 16 | Roman Stepanov         | L     | 6 aprile 1989     | Russia               |
| 18 | Jaroslav Ostrachovskij | O     | 11 maggio 1991    | Russia               |
| 19 | Grigorij Afinogenov    | C     | 25 marzo 1980     | Russia               |
| 20 | Pavel Afonin           | O     | 21 marzo 1985     | Russia               |
| 23 | Alain Roca             | S     | 7 settembre 1976  | Cuba                 |

## Statistiche

### Statistiche di squadra
| Competizione    | Punti | In casa | In casa | In casa | In trasferta | In trasferta | In trasferta | Totale | Totale | Totale |
| Competizione    | Punti | G       | V       | P       | G            | V            | P            | G      | V      | P      |
| --------------- | ----- | ------- | ------- | ------- | ------------ | ------------ | ------------ | ------ | ------ | ------ |
| Superliga       | 23    | 13      | 10      | 3       | 12           | 6            | 6            | 25     | 16     | 9      |
| Coppa di Russia | 20/6  | -       | -       | -       | -            | -            | -            | 14     | 8      | 6      |
| Totale          | -     | 13      | 10      | 3       | 12           | 6            | 6            | 39     | 24     | 15     |

G = partite giocate; V = partite vinte; P = partite perse

### Statistiche dei giocatori
| Giocatore        | Superliga | Superliga | Superliga | Superliga | Superliga |
| Giocatore        | P         | PT        | AV        | MV        | BV        |
| ---------------- | --------- | --------- | --------- | --------- | --------- |
| G. Afinogenov    | 23        | 142       | 102       | 38        | 2         |
| P. Afonin        | 2         | 1         | 1         | 0         | 0         |
| L. Ball          | 25        | 84        | 43        | 25        | 16        |
| A. Bezrukov      | 5         | 0         | 0         | 0         | 0         |
| M. Botin         | 23        | 276       | 246       | 25        | 5         |
| D. Garkušenko    | 3         | 0         | 0         | 0         | 0         |
| A. Kazakov       | 25        | 232       | 154       | 51        | 27        |
| V. Komarov       | 23        | 1         | 0         | 1         | 0         |
| A. Korneev       | 16        | 40        | 31        | 8         | 1         |
| M. Koršunov      | 1         | 0         | 0         | 0         | 0         |
| A. Kulikovskij   | 16        | 56        | 49        | 3         | 4         |
| A. Maksimov      | 24        | 399       | 350       | 28        | 21        |
| J. Ostrachovskij | 5         | 2         | 0         | 2         | 0         |
| A. Platonov      | 12        | 34        | 28        | 5         | 1         |
| A. Roca          | 16        | 201       | 159       | 31        | 11        |
| A. Samojlenko    | 19        | 102       | 69        | 31        | 2         |
| C. Stanley       | 5         | 92        | 74        | 10        | 8         |
| R. Stepanov      | 1         | 0         | 0         | 0         | 0         |

P = presenze; PT = punti totali; AV = attacchi vincenti; MV = muri vincenti; BV = battute vincenti

NB: Non sono disponibili i dati relativi alla Coppa di Russia e, di conseguenza, quelli totali